# Château de Montjustin (Aix-en-Provence)
Pour les articles homonymes, voir Château de Montjustin.
Le château de Montjustin ou château de la Gourdonne est un château situé à Aix-en-Provence, dans le plateau de Puyricard. Les façades et les toitures du château et de la chapelle et le mur d'enceinte avec ses tours font l'objet d’une inscription au titre des monuments historiques depuis 1979 ; le vestibule et son décor font l'objet d’un classement au titre des monuments historiques depuis 1979.